# جهودکشان
جُهودکُشان از نخستین رمان‌های ایرانی است. در روزگار مشروطه در میان سال‌های ۱۲۸۰ و ۱۲۸۵ خورشیدی (۱۳۲۰ تا ۱۳۲۵ قمری) نوشته شده و نویسنده آن ناشناخته است. این رمان به نقد تعصب مذهبی و تعقیب و آزار کلیمیان می‌پردازد که تا آن زمان در ایران رواج داشت.

## موضوع
ماجرای رمان در زمان محمدشاه قاجار و وزیرش میرزا آقاسی روی می‌دهد و تصویرهایی زنده از زمان قاجار و از بی‌پناهی و ترس اقلیت یهودی تهران به‌دست می‌دهد. ناشناس ماندن نویسنده این کتاب می‌تواند به خاطر لحن تند انتقادی او به فساد حکومتی و مذهبی آن دوره و از ترس انتقام دولتیان و روحانیان باشد. این کتاب مهم‌ترین اثر فارسی در روزگار قاجار در زمینه یهودستیزی در ایران به‌شمار می‌آید. متن این کتاب در سال ۲۰۰۵ (برابر با ۱۳۸۳) از روی دست‌نویس‌های موجود توسط هارون وَهومَن در سوئد تصحیح و منتشر شد.
کتاب در قالب رمان به نگارش در آمده و در ۱۶ فصل تنظيم شده است.
ماجرای رمان پنجاه سال قبل از زمان نگارش کتاب اتفاق افتاده اند. شايد نويسنده در اصل از شرايط روزگار خود سخن می گويد، اما برای در امان ماندن از گزند زمانه، داستان را به حدود پنجاه سال قبل نسبت داده است.

## خط داستان
خط اصلی داستان، رابطه دختر و پسری جوان از ساکنان محله یهودیان تهران است به نام استر و صادوق. آنها با هم نامزد هستند و قصد ازدواج دارند.
دختر که بسیار زیباست در مرکز توجه دو ملای بدنهاد قرار می‌گیرد. از سویی امام جمعه تهران عزم کرده‌است که از او کام بگیرد، از سوی دیگر سید ملایی، با سوء استفاده از بی‌پناهی دختر، او را به عقد خود درآورده است!
رقابت امام و سید بر سر تصاحب دختر بالا می‌گیرد و پای درباریان را نیز به میان می‌کشد، و این بهانه ایست برای رسوا کردن تباهی و فسادی که سراسر دربار را فرا گرفته‌است.
امام جمعه دختر یهودی را تهدید می‌کند که اگر به «امیال شهوانی» او تن ندهد، مردم را به «جهودکشان» تحریک خواهد کرد.
دختر بر سر دوراهی دشواری قرار می‌گیرد: یا باید عشق خود را زیر پا بگذارد و به میل امام جمعه تن دهد یا شاهد نابودی قوم خود باشد. این مضمون در بسیاری از اساطیر و افسانه‌های قدیمی قوم یهود تکرار شده‌است که بی شک نویسنده با آنها آشنایی داشته‌است.
استر تصمیم می‌گیرد که با نثار کردن جان خود، از نقشه‌های بدخواهان جلوگیری کند.
نامزد دختر در جریان «جهودکشان» به قتل می‌رسد، و استر در وفاداری به او، خود را می‌کشد تا به معشوق بپیوندد: «خنجر خون آلود را به سینه خود فروکرده و پهلوی صادوق به زمین افتاد و لازمه وفا را به جا آورد.»